# Rudolf Lodgman
Rudolf Lodgman (plným jménem Rudolf Lodgman von Auen nebo Rudolf Vinzenz Maria rytíř Lodgman von Auen; 21. prosince 1877 Hradec Králové – 11. prosince 1962 Mnichov), byl rakousko-uherský a československý politik německé národnosti, poslanec předlitavské Říšské rady 1911–1918 za Deutschnationale Vereinigung (tj. společný kandidát německých liberálních frakcí), poslanec českého zemského sněmu 1912–1913, poslanec československého Národního shromáždění za Německou nacionální stranu; v letech 1918–1919 zemský hejtman odštěpenecké provincie Deutschböhmen.

## Biografie

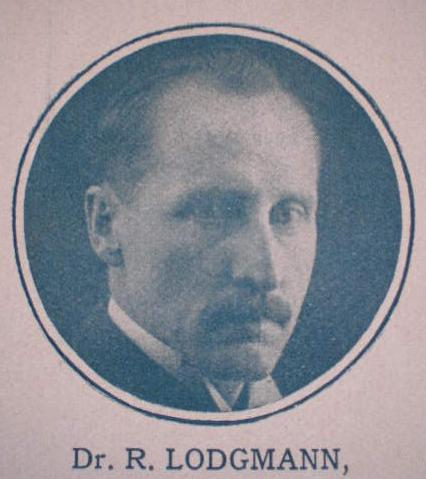
Rudolf Lodgman

Pocházel z původně skotského rodu Lodgmanů of Owen, který byl pro náboženskou víru vypovězen královnou Alžbětou ze země a přišel s Habsburky ze Španělska do Čech. Tady císař Rudolf II. jeho předky Lodgmanovy von Auen povýšil do říšského šlechtického stavu a císař Karel VI. roku 1734 do českého rytířského stavu (i Rudolf Lodgman se tedy mohl psát Ritter von Auen).
Byl synem advokáta. Vystudoval národní školu a gymnázium. Studoval práva na Vídeňské univerzitě a na německé univerzitě v Praze. Ovládal na vysoké úrovni češtinu.
Politicky aktivní byl již za Rakouska-Uherska. Ve volbách do Říšské rady roku 1911 se stal poslancem Říšské rady (celostátní parlament), kam byl zvolen za okrsek Čechy 81 (městský obvod Ústí nad Labem). Usedl do poslanecké frakce Německý národní svaz (Deutscher Nationalverband). Ve vídeňském parlamentu setrval do zániku monarchie. Podle jednoho zdroje byl kandidátem Německé lidové strany. Dobový tisk ho ovšem uvádí jako součást německého svobodomyslného tábora (Německá pokroková strana). Český tisk ho uvádí jako společného kandidáta německých liberálů, který měl porazit dosavadního sociálně demokratického poslance za tento obvod Antona Schrammela. Lodgmana Národní listy označují za stoupence Tittova Volksratu a odpůrce pražského spolku Deutsches Kasino. Měl za úkol podporovat středostavovské německé zájmy, vyhnout se útokům na židy a zároveň podporovat německé nacionální zájmy při obstrukcích na sněmu.
V doplňovacích volbách roku 1912 byl rovněž zvolen na Český zemský sněm. Šlo o kurii městskou, obvod Rumburk, Varnsdorf, kde zemřel dosavadní poslanec Eduard Strache. I v těchto volbách se Lodgman uvádí jako německý svobodomyslný kandidát (Německá pokroková strana). Zemský sněm se ovšem v té době nescházel ve svém plénu kvůli obstrukcím a následujícího roku byl rozpuštěn.
Během první světové války narukoval roku 1915 jako dobrovolník do armády. Po válce zasedal v letech 1918–1919 jako poslanec Provizorního národního shromáždění Německého Rakouska (Provisorische Nationalversammlung). Zastupoval zde formaci DnP. Zastával i funkci předsedy okresní rady v Ústí nad Labem a předsedy kanceláře Ústřední úřadovny německých okresů v Čechách.
V letech 1918-1919 působil jako zemský hejtman separatistické vlády provincie Deutschböhmen, kterou vyhlásili etničtí Němci v severních a západních Čechách a která se s odkazem na právo na sebeurčení chtěla neúspěšně připojit k Německému Rakousku.
V parlamentních volbách v roce 1920 získal za Německou nacionální stranu mandát v československém Národním shromáždění. Podle údajů k roku 1920 byl profesí kancelářským ředitelem v Teplicích-Šanově. Byl představitelem té části sudetoněmecké veřejnosti, která byla trvale kritická k existenci československého státu v jeho prvorepublikových hranicích. Ve volbách Německá nacionální strana uspěla v rámci koalice Německá volební pospolitost (Deutsche Wahlgemeinschaft), v níž se sdružila s Německou národně socialistickou stranou dělnickou. Krátce po volbách při debatě o programovém prohlášení druhé vlády Vlastimila Tusara vystoupil Lodgman v rozpravě a jménem československých Němců odmítl jejich začlenění do ČSR. Během 20. let ale jeho vliv v sudetoněmecké veřejnosti slábl. V parlamentních volbách v roce 1925 nebyl zvolen a působil pak jako ředitel Svazu německých samosprávných korporací.

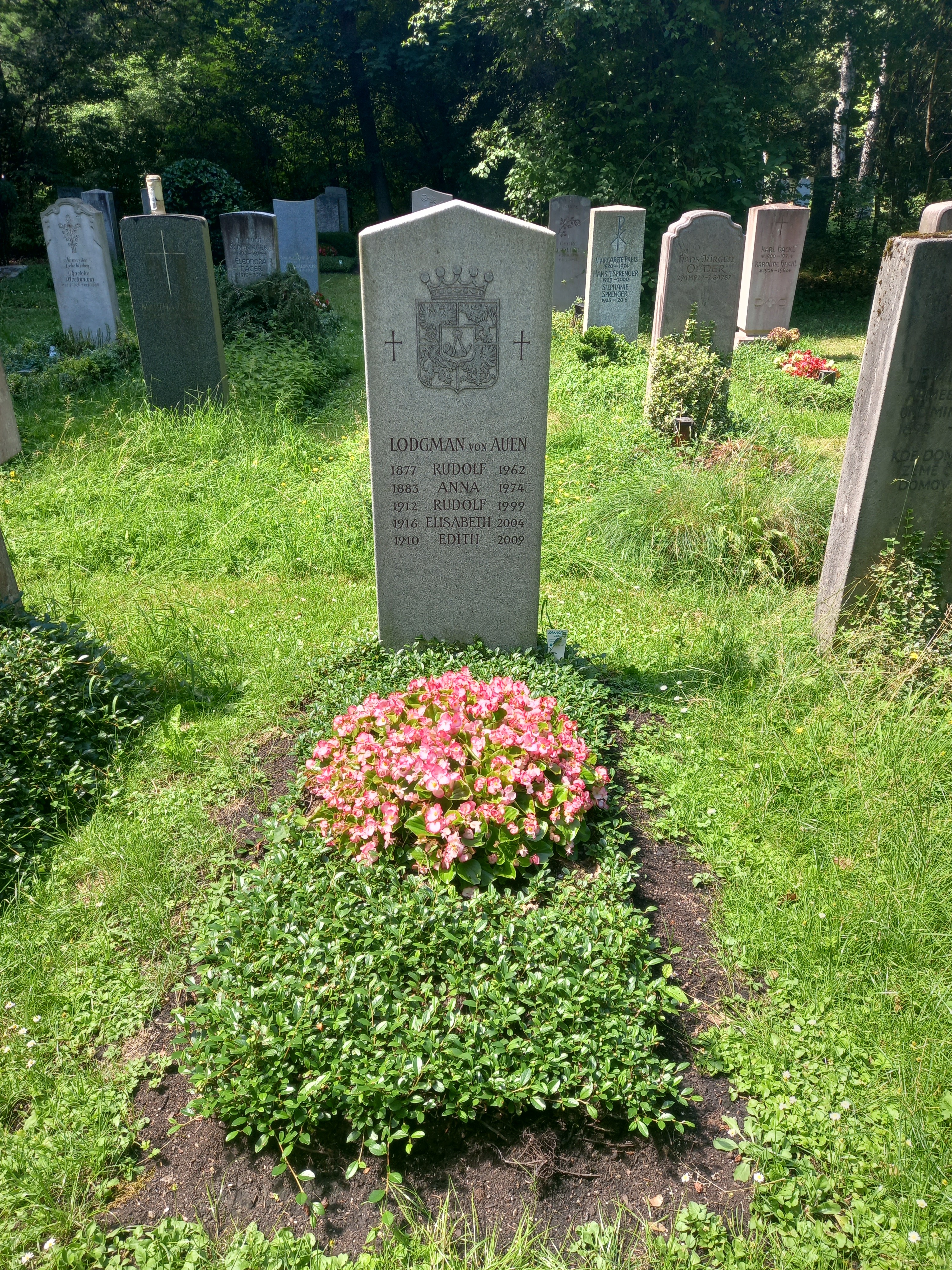
Rodinný hrob na Lesním hřbitově v Mnichově

Od jejího založení v roce 1922 byl předsedou organizace Deutsche Liga für Völkerbund v Československu a podílel se na jejích mezinárodních kongresech.
V roce 1938 po mnichovské dohodě přivítal anexi etnicky německých oblastí Československa k Německé říši. Zaslal telegram Adolfu Hitlerovi s textem: „Am Tage des Einmarsches der deutschen Truppen in Teplitz-Schönau begrüße ich Sie, mein Führer, als den Vertreter des Reiches aus übervollen Herzen. Ich danke der Vorsehung, dass es mir gegönt ist, diesen Tag zu erleben, auf dessen Kommen ich seit meiner Jugend gehofft und an dem ich in den letzten zwanzig Jahren trotz der um sich greifenden Verzagtheit geglaubt habe“. Jeho politický vliv v té době již ale byl omezený. V roce 1938 vypracoval vlastní variantu národnostního řešení česko-německého sporu, která ale na rozdíl od té nakonec zvolené nepočítala s přímou anexí Sudet do Říše. I jeho názory na tzv. židovskou otázku byly umírněnější, než nacistické plány. Navrhoval odsun židů, nikoliv likvidaci.
V letech 1939–1945 žil v osamění v Teplicích a politicky se neangažoval. V roce 1945 byl vysídlen do sovětské okupační zóny (pozdější Německá demokratická republika), ale již roku 1947 se přestěhoval do města Freising v Bavorsku. V letech 1948–1959 byl mluvčím Sudetoněmeckého krajanského sdružení a v roce 1949 také spoluzakládal střechovou organizaci vysídlených Němců Svaz vyhnanců. Ve své funkci zůstával kritický k československému státu a požadoval revizi etnických přesunů z doby po druhé světové válce. Byla mu udělena Evropská cena Karla IV.